# フロイド・ラウンズベリー
フロイド・グレン・ラウンズベリー（Floyd Glenn Lounsbury、1914年4月25日 - 1998年5月14日）は、アメリカ合衆国の人類学者、言語学者。イロコイ語族の研究者であり、マヤ文字解読者のひとりでもある。構造言語学の分析手法を親族名称に応用したことでも知られる。

## 生涯
ラウンズベリーはウィスコンシン州スティーブンズ・ポイントの農家に生まれ、シェリーという人口69人（1923年）の小さな村で育った。1932年にウィスコンシン大学マディソン校に入学したが、世界恐慌下の経済難のためにしばしば学業を中断したため、10年かけて1941年に卒業した。ラウンズベリーは数学を専攻したが、それに加えて言語学およびさまざまな言語を学んだ。
1937年にモリス・スワデシュがウィスコンシン大学に赴任してきた。公共事業促進局の助成により、スワデシュはグリーンベイ近くに住むオナイダ語話者を雇用して、その言語と民俗を採集・記述する事業を開始し、ラウンズベリーはその助手として採用された。スワデシュが1939年にウィスコンシンから去ると、ラウンズベリーが主任に就任し、1941年まで事業を続けた。
卒業後はウィスコンシン大学マディソン校の人類学の研究員として働きながら修士論文の準備をしていたが、研究は第二次世界大戦によって中断された。戦時中はアメリカ陸軍航空軍の気象学者をつとめた。戦後の1946年にオナイダ語音韻論の論文で修士の学位を得た。同年、ロックフェラー財団の奨励金を得てイェール大学に行き、バーナード・ブロックとコーニーリアス・オズグッドの指導のもと、オナイダ語形態論の論文によって1949年に博士の学位を得た。
- Oneida Verb Morphology. Yale University Press. (1953)

博士課程在学中の1947年からイェール大学で教えはじめ、1979年に退官するまで人類学を教えた。1998年に没した。

## 研究内容・業績
- イロコイ語族に属するほとんどの言語についてフィールドワークを行った[1]。
- 1956年の「ポーニー語（英語版）の親族名の意味論的分析」以降、親族名称の構造主義的な分析を行った。この手法は音素を弁別素性に分析する方法を応用したものだった[4]。
  - “A Semantic Analysis of the Pawnee Kinship Usage”. Language 32 (1):  158-194. (1956). JSTOR 410664.
- 1950年代からマヤ文字の解読にも興味を持ち、現代のマヤ語族の言語を研究するとともに楔形文字などの古代の文字についても学んだ。ラウンズベリーは当時の西側ではほとんど無視されていたユーリー・クノロゾフ説の早期の支持者のひとりであった[1]。1974年に公刊された論文では、従来「Ben-Ich」と呼ばれていた紋章文字につけられる接辞が、表音的に ah-po と読め、「王」を意味すると解釈できることを指摘した[5]。なおラウンズベリーは後に低地マヤの形であるajawに読みを訂正している[6]。
  - Floyd G. Lounsbury. “On the Derivation and Reading of the 'Ben-Ich' Prefix”. In Elizabeth P. Benson. Mesoamerican Writing Systems: Dumbarton Oaks Conference October 30th and 31st, 1971. Dumbarton Oaks Research Library and Collections. pp. 99-143

後にはマヤの算術や天文学の論文も書いた。1978年には天文現象をもとにGMT対照法を2日後ろにずらすべきと主張した。この説は一時広く受け入れられたが、批判も強く、現在では一般的には採用されていない。
- “Maya Numeration, Computation and Calendrical Astronomy”. Dictionary of Scientific Biography. XV Supplement 1. New York: Charles Scribner's Sons. (1978). pp. 759-818
- 1990年にはイロコイ語族、とくに危機に瀕したオナイダ語とタスカロラ語（英語版）に研究の中心を戻した[9]。

## 家族・親族
- ラウンズベリーは日本人言語学者のマサコ・ヨコヤマ(1914-2004)と結婚した[10]。
- 娘：ルース・オゼキは映像作家・小説家で、『あるときの物語』『イヤー・オブ・ミート』などの作品で知られる。